# Agathis umbellatarum
Agathis umbellatarum är en stekelart som beskrevs av Christian Gottfried Daniel Nees von Esenbeck 1812. Agathis umbellatarum ingår i släktet Agathis och familjen bracksteklar. Inga underarter finns listade i Catalogue of Life.